# جون هنري هوبكينز جونيور
جون هنري هوبكينز جونيور (بالإنجليزية: John Henry Hopkins Jr.) هو كاتب ترانيم وكاتب وملحن ورسام توضيحي وصحفي أمريكي، ولد في 28 أكتوبر 1820 في بيتسبرغ في الولايات المتحدة، وتوفي في 14 أغسطس 1891 في هدسون في الولايات المتحدة.

## وصلات خارجية
- جون هنري هوبكينز جونيور على موقع IMDb (الإنجليزية)
- جون هنري هوبكينز جونيور على موقع ميوزك برينز (الإنجليزية)
- جون هنري هوبكينز جونيور على موقع ميوزك برينز (الإنجليزية)
- جون هنري هوبكينز جونيور على موقع أول ميوزيك (الإنجليزية)
- جون هنري هوبكينز جونيور على موقع أول ميوزيك (الإنجليزية)
- جون هنري هوبكينز جونيور على موقع أول ميوزيك (الإنجليزية)
- جون هنري هوبكينز جونيور على موقع ديسكوغز (الإنجليزية)